# Literatura marathi

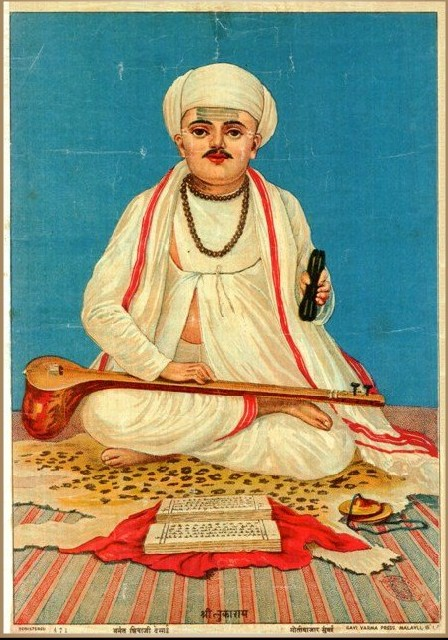
Tukaram.

La literatura Marathi (Marathi: मराठी marathi साहित्य) es la literatura escrita de Marathi, una lengua indoaria hablada principalmente en el estado indio de Maharashtra y escrito en Devanagari.

## Periodo Yadava

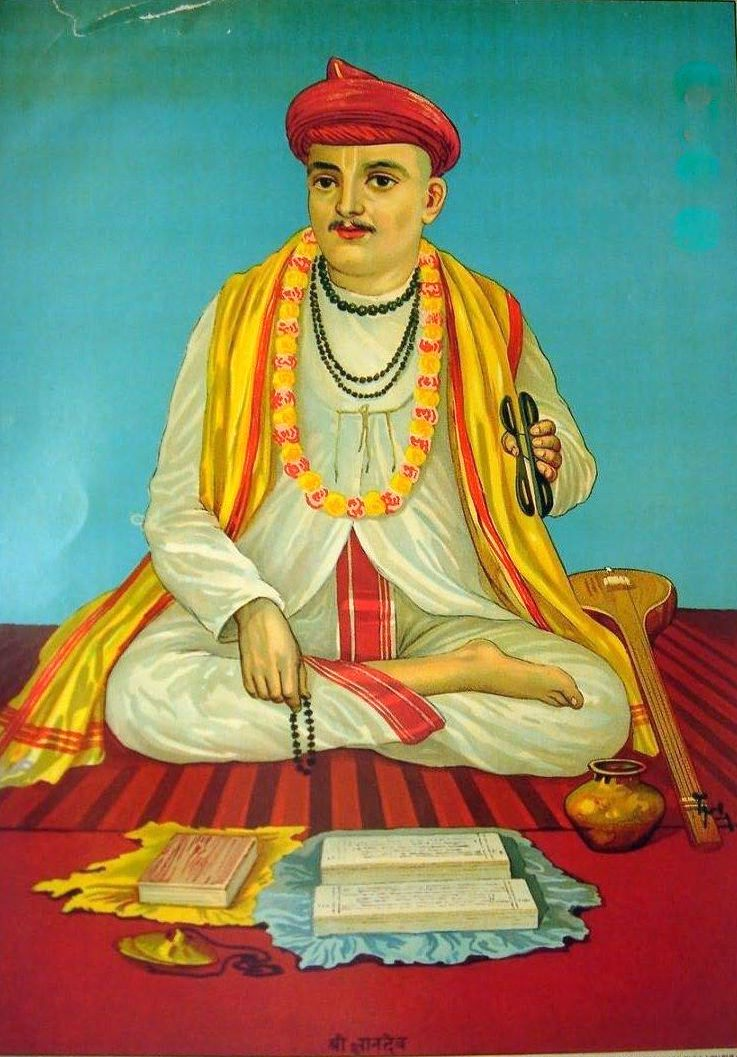
Dnyaneshwar.

La literatura escrita durante el Yadava (850-1312 a. C.) era mayoritariamente religiosa y filosófica en su naturaleza. La inscripción Marathi más antigua encontrada está en el pie de una estatua en Shravanabelgola en Karnataka y está datada de 983. Aun así, el Marathi comienza con las escrituras religiosas por los poetas que pertenecen a los movimientos Mahanubhava y Warkari durante el reinado Yadadva. Los reyes Yadava practicaban los dos movimientos religiosos y la lengua Marathi había sido adoptada por estas sectas como el medio para predicar sus doctrinas. Durante el reinado del último Yadava se practicaba la literatura en verso y prosa sobre astrología y medicina.
Bhaskarbhatta Borikar del movimiento Mahanubhava es la primera poeta conocida y compuso himnos en Marathi. Mukundraj  Vivek Sindhu, con sus 18 capítulos y 1671 versos, está considerado como el primer libro importante en lengua marathi. También escribió Param Amrit, el cual contiene 14 capítulos y 303 versos. Ambos trabajos tratan sobre la filosofía Advaita.
Dnyaneshwar (1275–1296) fue el primer escritor Marathi con grandes seguidores e influencia profunda. Sus trabajos más importantes son Amrutanubhav y Bhavarth Deepika (popularmente conocidos como Dnyaneshwari).
Namdev, el Bhakti santo y contemporáneo de Dnyaneshwar es la otra figura literaria significativa de esta era. Namdev Compuso canciones religiosas en marathi así como hindi; algunos de sus composiciones de hindi están incluidos en el libro santo sij, el Gurú Granth Sahib.

## Premios
En el idioma marathi los escritores se condecoran con cuatro premios Jnanpith:
- Vishnu Sakharam Khandekar
- Vishnu Vaman Shirwadkar (Kusumagraj)
- Vinda Karandikar
- Bhalchandra Nemade

Cada año, la academia Sahitya concede el Sahitya Akademi, un premio a los escritores marathi por su contribución especial a la literatura Marathi